# STS-41
STS-41 foi uma missão da nave Discovery, realizada em outubro de 1990, que lançou no espaço a sonda espacial Ulysses, construída pela Agência Espacial Europeia (ESA) para estudos do Sol.

## Tripulação
| Posição                  | Astronauta       |
| ------------------------ | ---------------- |
| Comandante               | Richard Richards |
| Piloto                   | Robert Cabana    |
| Especialista de missão 1 | William Shepherd |
| Especialista de missão 2 | Bruce Melnick    |
| Especialista de missão 3 | Thomas Akers     |

## Hora de acordar
As músicas não puderam ser ouvidas, pois os satélites que enviavam sinais transmissores foram atingidos por micrometeoritos, somente a partir da STS-44 que músicas foi transmitidas por satélites lançados entre novembro de 1990 e outubro de 1991.

## Principais fatos
A decolagem ocorreu em 6 de outubro de 1990, às 7:47:15 a.m. EDT. quinze minuto após a janela de lançamento ter sido aberta, às7:35 a.m. EDT. A missão carregava a maior carga já lançada por um ônibus espacial até hoje. O peso no momento do lançamento era de 259 593 lb (117 749 kg).
A carga primária era a nave espacial Ulysses construída pela ESA para explorar as regiões polares do Sol. Seus dois estágios superiores, o Estágio Superior Inercial (IUS) e o Módulo-S de Assistência de Carga (PAM-S) desenvolvido para esta missão, se combinaram pela primeira vez para lançar a Ulysses em sua trajetória. As outras cargas e experimentos incluíam o experimento Shuttle Solar Backscatter Ultraviolet (SSBUV); o INTELSAT Solar Array Coupon (ISAC); o Experimento sobre Cromossomos de Células de plantas (CHROMEX); o Sistema de Comando de Voz (VCS); o Experimento de Combustão em Superfície Sólida (SSCE), Investigações sobre o Processamento de Membranas de Polímeros (IPMP); o Experimento de Sistemas Fisiológicos (PSE); o Experimento de Monitoração de Radiação III (RME III); o Shuttle Student involvement Program (SSIP) e o experimento Air Force Maui Optical Site (AMOS).
Seis horas após o lançamento da Discovery, a nave Ulysses foi lançada do compartimento de carga. Ulysses, um projeto conjunto entre a Agência Espacial Europeia e a NASA, foi a primeira nave espacial a estudar as regiões polares do Sol. Sua jornada rumo ao sol começou com um viagem de 16 meses rumo a Júpiter, aonde a energia gravitacional enviou a Ulysses para o sul do plano orbital dos planetas e rumo a uma passagem pelo polo sul solar em 1994. A nave espacial atravessou o plano orbital e realizou uma passagem pelo polo sul solar em 1995. No momento em que o Discovery aterrissou na Base Aérea de Edwards, a Ulysses já havia percorrido um milhão de milhas (1.6 Gm) em sua missão de cinco anos.
Com a nave Ulysses em seu caminho, o grupo da STS-41 começou a executar uma série de experimentos científicos. Amostra de plantas florescendo foram cultivadas no módulo CHROMEX-2 em um experimento do Centro Espacial John F. Kennedy e da Universidade Estadual de Nova York no experimento Stony Brook. Uma versão anterior de experimento (em março de 1989) revelou danos nos cromossomos nas raízes porém nenhum dano nas plantas que estavam em terra. Através do estudo das amostras das plantas levadas na Discovery, os pesquisadores buscam determinar como o material genético nas células das raízes das plantas responde à microgravidade. Esta informação poderá ser utilizadas para futuras missões de longa duração, e pode contribuir para as práticas de cultivo intensivo na Terra.

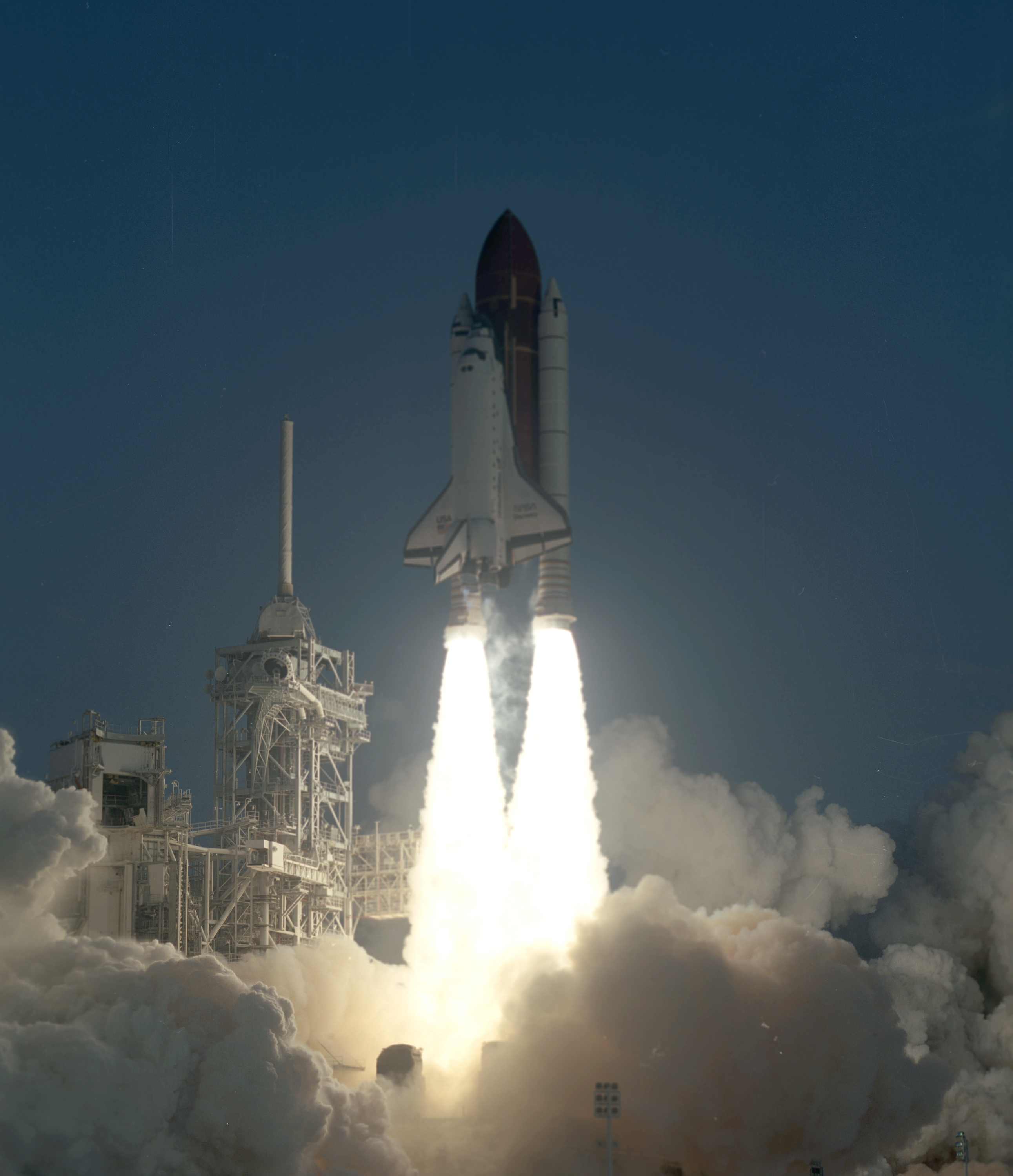
Lançamento do STS-41

Compreender o comportamento do fogo em ambientes de microgravidade é parte da pesquisa para aprimorar a segurança no ônibus espaciais. Em uma câmara especialmente projetada, chamada de Experimento de Combustão em Superfície Sólida, uma tira de papel foi queimada e filmada para que se obtivessem dados sobre o desenvolvimento da chama e seu movimento na falta das correntes de convecção. O experimento foi suportado pelo Centro de Pesquisa Lewis e pela Universidade do Mississippi.
O Shuttle Solar Backscatter Ultraviolet Instrument, do Goddard Space Flight Center, foi levado pelo veículo carregando um instrumento de detecção de ozônio semelhante ao utilizado nos satélites da NASA. Através da comparação das medidas do Dicovery com as observações do satélite, os cientistas podem calibras seus instrumentos em satélites para garantir leituras mais precisas.
Anteriormente neste ano, um veículo de lançamento comercial lançou o satélite de comunicação Intelsat em uma órbita baixa. A NASA avaliou uma possível missão de resgate em 1992. Em preparação para este resgate, os painéis solares, similares aos do satélite, foram expostos às condições de baixo órbita para determinar se eles foram alterados pelo oxigênio atômico presente. Esta medida foi tomada para que os painéis lançados fossem examinados posteriormente para julgar se os painéis do INTELSAT e seus sistemas estarias danificados por estes efeitos, de modo a avaliar os possíveis riscos de recuperação.
Pesquisas posteriores haviam mostrado que durante o processo de adaptação à microgravidade, os animais e os seres humanos passavam por um perda de massa óssea, descondicionamento cardíaco e, após períodos prolongados (maiores que 30 dias), desenvolviam sintomas similares à osteoporose terrestre. O objetivo do Experimento dos Sistemas Fisiológicos, suportado pelo Ames Research Center e pelo Center for Cell Research, da Universidade da Pensilvânia era determinar se os tratamentos farmacológicos poderiam ser efetivos na redução ou eliminação de alguns destes efeitos. Proteínas, desenvolvidas pelo Genetech de São Francisco, Califórnia, foram administradas a 8 ratos durante o voo enquanto outros oito ratos os acompanharam no voo sem receber este tratamento.
O Experimento sobre Processamento de Membranas de Polímeros foi conduzido para determinar o papel que a convecção exerce na formação das membranas. As membranas são utilizadas em aplicações comerciais de purificação de remédios e dessalinização de água. As informações deste experimento, suportado em parte pelo Battelle Advanced Materials Center for the Commercial Development of Space em Columbus, Ohio, forneceram informações que auxiliaram no aprimoramento das tecnologias do processamento de membranas.
Durante o período de voo do grupo da STS-41, dois astronautas gravaram um filme de demonstrações como parte de um esforço para criar uma fita de vídeo educacional para os estudantes do ensino médio. A fita foi distribuída através da rede do NASA's Teacher Resource Center.
As atividades adicionais do grupo incluíam experimentos com um sistema de comando de voz para controlar câmeras de televisão a bordo e um monitoramento da exposição do grupo à radiação de ionização no interior da cabine do veículo.
A aterrissagem ocorreu em 10 de outubro de 1990, às 6:57:18 a.m. PDT, Pista 22, na Base Aérea de Edwards, Califórnia. Distância de rolagem: 8 276 pés (2 523 km). Tempo de rolagem: 49 segundos (teste de freios). O ônibus espacial retornou ao Centro Espacial Kennedy em 16 de outubro de 1990.